# Когалытобек
Когалытобек (каз. Қоғалытүбек) — село в Теректинском районе Западно-Казахстанской области Казахстана. Входит в состав Шагатайского сельского округа. Код КАТО — 276273300.

## Население
В 1999 году население села составляло 494 человека (263 мужчины и 231 женщина). По данным переписи 2009 года, в селе проживали 394 человека (209 мужчин и 185 женщин).